# Landshold
Landshold er et nationalt hold i en sportsgren ved fx de Olympiske lege, Europamesterskaber eller Verdensmesterskaber.
Fx Danmarks fodboldlandshold, Danmarks basketballlandshold og Danmarks håndboldlandshold.